# 祖国 (ビゼー)
序曲『祖国』（そこく、Patrie）作品19は、ジョルジュ・ビゼーが作曲した演奏会用序曲である。「ポーランド戦争の挿話」という副題が付けられている。

## 概要
数少ないビゼーの管弦楽作品で、この演奏会用序曲は1873年に、当時依頼を受けていたオペラ『ドン・ロドリーグ』のために作曲された作品である。しかし『ドン・ロドリーグ』は初演直前にパリ・オペラ座（当時の劇場、現在のガルニエ宮とは異なる）が火事で焼失したため、結果的にオペラは未完のまま放棄された。
後にビゼーはこの作品を演奏会用序曲に改作し、1874年の2月15日にコンセール・ポピュレールにてジュール・パドゥルーの指揮で行われ、成功を収めたと伝えられる。
普仏戦争を念頭に、愛国心が表現された作品である。

## 編成
フルート2（2はピッコロ持ち替え）、オーボエ2（2はコーラングレ持ち替え）、クラリネット2、ファゴット2、ホルン4、トランペット2（任意）、コルネット2、トロンボーン3、オフィクレイド（任意）、ティンパニ、トライアングル、バスドラム、シンバル、タンブリン、ハープ、弦楽合奏

## 構成
冒頭のフォルティッシモで奏される第1主題と、勇ましい第2主題が続く。牧歌的な主題を経た後に再度2つの主題が現れ終える。演奏時間は約12分。